# Concentrazioni soglia di rischio
Le concentrazioni soglia di rischio sono quei livelli di contaminazione delle matrici ambientali, da determinare caso per caso con l'applicazione della procedura di analisi di rischio sito specifica, il cui superamento richiede la messa in sicurezza e la bonifica. I livelli di concentrazione così definiti costituiscono i livelli di accettabilità per il sito in questione.